# Verzii – Alternativa Verde
Verzii – Alternativa Verde (în germană Die Grünen - Die Grüne Alternative, colocvial Die Grünen) este un partid de centru-stânga din Austria. 

## Istorie

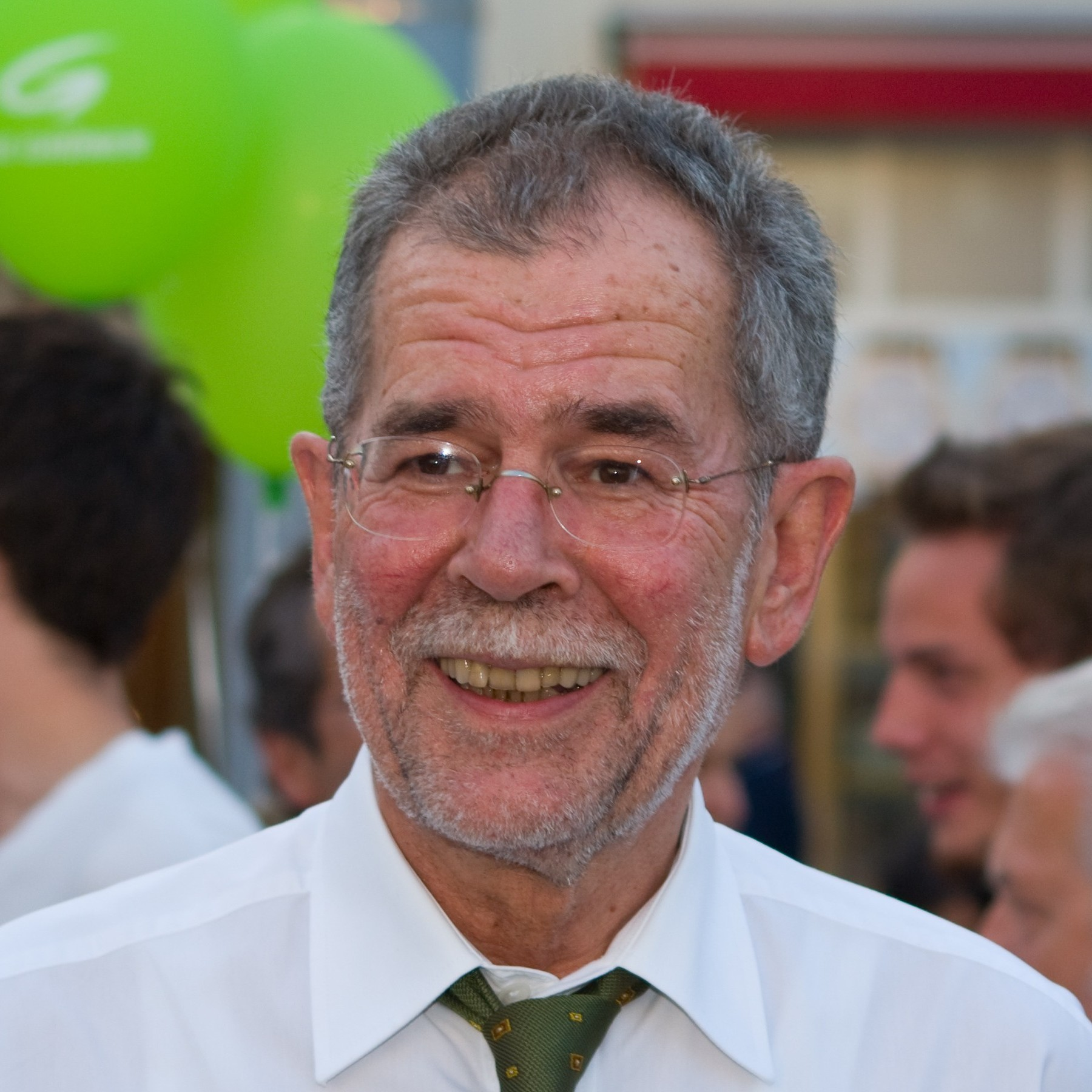
Alexander Van der Bellen, președinte al partidului între 1997 și 2008. El a fost ales cel de-al 12-lea Președinte al Austriei în 2016.

Mișcarea ecologistă austriacă a început în 1978, după o campanie reușită de a opri deschiderea centralei nucleare de la Zwentendorf. Partidul Verde s-a născut în 1984 în timpul protestelor contra construcției unei hidrocentrale pe Dunăre, în Hainburg an der Donau.
La alegerile parlamentare din 1986 Verzii au început cu 4,82% din voturi, obținând opt mandate de deputat în Nationalrat. În 2002 partidul a obținut 9,47% din voturi și a câștigat 17 mandate. La acea vreme acesta era cel mai mare număr de voturi obținut vreodată de un partid ecologist european.
Când Verzii au intrat pentru prima oară în parlament, au decis să fie neconvenționali. Ei au refuzat inițial să se adapteze comportamentului celorlalte partide. De exemplu, au refuzat să numească un șef de grup parlamentar și au pus în loc o păpușă din paie. Delegații veneau la parlament îmbrăcați în blugi și teniși. Deputatul Andreas Wabl a atras atenția internațională când a adus un steag cu o svastică la podiumul parlamentului austriac, protestând împotriva președintelui Kurt Waldheim.
După alegerile generale din 2002, partidul a început negocieri pentru a forma o posibilă coaliție cu ÖVP, dar acestea au eșuat. În 2003, trei deputați federali verzi și-au format propriul grup în Camera Superioară (Bundesrat) a Parlamentului.
După alegerile generale din 2006 Verzii au obținut 21 de locuri și au devenit cel de-al treilea partid ca mărime în Parlament. Cu toate acestea, mandatele nu au fost suficiente pentru a forma o coaliție de guvernământ cu Partidul Popular Austriac (ÖVP) sau cu Partidul Social-Democrat (SPÖ) și a devenit astfel cel mai mare partid de opoziție, celalte două formând împreună guvernul.
Alexander Van der Bellen a câștigat alegerile prezidențiale din 2016 cu 50,35% din voturi, învingându-l pe candidatul Partidului Libertății (FPÖ), Norbert Hofer. El a devenit primul președinte ales din partea verzilor. Însă pe 1 iulie, Curtea Constituțională a decis să anuleze rezultatul alegerilor și să ceară reorganizarea lor din cauza unor neregularități în procesul de numărare al voturilor. La data de 4 decembrie 2016 Van der Bellen a devenit oficial Președintele Austriei, obținând 53,79% din voturi.
În ciuda câștigării alegerilor prezidențiale din 2016 prin candidatul Alexander Van der Bellen, Verzii au pierdut dezastruos la alegerile parlamentare, care au avut loc un an mai târziu. Partidul a pierdut toate cele 24 de mandate de deputat, nereușind să treacă pragul de 4% din voturi.
Pe 18 mai 2017 Eva Glawischnig-Piesczek, președinta partidului, și-a dat demisia din toate fucțiile chiar înaintea alegerilor parlamentare. Ingrid Felipe a fost numită imediat în funcția de lider, iar eurodeputatul Ulrike Lunacek a fost aleasă drept candidat pentru funcția de cancelar. Peter Pilz, membru fondator, a decis pe 17 iulie să părăsească formațiunea politică pentru a candida separat, creându-se astfel un haos în interiorul partidului. Pe 25 iulie acesta și-a prezentat Lista Peter Pilz cu care dorea sa candideze la alegeri, fiind susținut de mai mulți deputați. Astfel, din cauza problemelor interne, Verzii au obținut doar 3,8% și au ratat intrarea în parlament, lucru ce nu se mai întâmplase din 1983.

## Rezultate la alegeri

### Nationalrat
| An electoral | # din voturi | Poziție | % din voturi | # din locuri | Guvern            |
| ------------ | ------------ | ------- | ------------ | ------------ | ----------------- |
| 1983         | 159.616      | 4       | 3,4%         | 0            | Extra-parlamentar |
| 1986         | 234.028      | 4       | 4,8%         | 8            | în opoziție       |
| 1990         | 225.084      | 4       | 4,8%         | 10           | în opoziție       |
| 1994         | 338.538      | 4       | 7,3%         | 13           | în opoziție       |
| 1995         | 233.208      | 5       | 4,8%         | 9            | în opoziție       |
| 1999         | 342.260      | 4       | 7,4%         | 14           | în opoziție       |
| 2002         | 464.980      | 4       | 9,5%         | 17           | în opoziție       |
| 2006         | 520.130      | 3       | 11,1%        | 21           | în opoziție       |
| 2008         | 509.936      | 5       | 10,4%        | 20           | în opoziție       |
| 2013         | 582.657      | 4       | 12,4%        | 24           | în opoziție       |
| 2017         | 192.638      | 6       | 3,8%         | 0            | Extra-parlamentar |

### Parlamentul European
| An electoral | # din voturi | Poziție | % din voturi | # din locuri |
| ------------ | ------------ | ------- | ------------ | ------------ |
| 1996         | 258.250      | 4       | 6,8%         | 1            |
| 1999         | 260.273      | 4       | 9,3%         | 2            |
| 2004         | 322.429      | 4       | 12,9%        | 2            |
| 2009         | 284.505      | 5       | 9,9%         | 2            |
| 2014         | 410.089      | 4       | 14,5%        | 3            |

## Legături externe
- Website Oficial
- Verzii Austrieci în Parlamentul European Arhivat în 4 martie 2016, la Wayback Machine.